# Referendo sobre a soberania de Gibraltar em 1967
O referendo sobre a soberania de Gibraltar de 1967 foi realizado em 10 de setembro de 1967, no qual os cidadãos de Gibraltar foram questionados se desejavam passar sob a soberania espanhola, com os gibraltinos mantendo a sua cidadania britânica e um estatuto especial para Gibraltar dentro de Espanha; ou permanecer sob a soberania britânica, com as suas próprias instituições autônomas.

## Resultado
| Escolha                            | Votos  | %      |
| ---------------------------------- | ------ | ------ |
| Soberania britânica                | 12 138 | 99,64  |
| Soberania espanhola                | 44     | 0,36   |
| Votos válidos                      | 12 182 | 99,55  |
| Votos inválidos ou em branco       | 55     | 0,45   |
| Votos totais                       | 12 237 | 100,00 |
| Eleitores registrados/participação | 12 672 | 96,50  |

## Consequências
Uma nova constituição foi aprovada em 1969. O Dia Nacional de Gibraltar é comemorado anualmente em 10 de setembro desde 1992 para comemorar o primeiro referendo de soberania de Gibraltar em 1967.
Em 1969, o governo espanhol fechou a fronteira entre Espanha e Gibraltar, cortando todos os contatos e restringindo severamente a circulação. A fronteira não foi totalmente reaberta até fevereiro de 1985.
O Comitê Especial sobre Descolonização foi informado antecipadamente do referendo e convidado a observar. O convite foi recusado e, em vez disso, a Assembleia Geral da ONU aprovou a Resolução 2353, que solicitava que o Reino Unido iniciasse negociações com a Espanha (então sob a ditadura do General Franco) e criticava o Reino Unido por realizar um referendo. A Resolução 2353 (XXII) foi apoiada por setenta e três países (principalmente países latino-americanos, árabes, africanos e do Leste Europeu), rejeitada por dezenove (Reino Unido e os países da Comunidade das Nações), enquanto vinte e sete países se abstiveram (Europa Ocidental e Estados Unidos).